# Яковлевский, Николай Яковлевич
Николай Яковлевич Яковлевский (?—1861) — русский писатель-водевилист. 

## Биография
Год его рождения неизвестен. 
Написал до 20 водевилей, фарсов и прочее, из которых наиболее известны были: «Чёрный день на Чёрной речке», «Лев и львица», «Дядюшкин фрак и тетушкин капор» (2-е изд. — СПб., 1873), «Деревенщина» (совместно с А. Поповым, СПб., 1857), «Прерванный ужин» (1851), «Идеал», «Булавка» (СПб., 1856); ему также принадлежит сочинение: «Театр во Франции от XIV до XIX столетия» (СПб., 1840). Сотрудничал, также в «Пантеоне» 1850-х годов. 
Умер 19 июня (1 июля) 1861 года.